# Paolo Thaon di Revel (polityk)
Paolo Ignazio Maria Thaon Di Revel (ur. 2 maja 1888 w Tulon, zm. 31 maja 1973 w Poirino) – włoski szermierz, złoty medalista igrzysk olimpijskich. Polityk samorządowy i minister z ramienia Narodowej Partii Faszystowskiej.
Pochodził z rodziny arystokratycznej - urodził się jako syn hrabiego Vittorio Thaon di Revel i Elfridy Marii Atkinson. 
Na igrzyskach olimpijskich w Antwerpii w 1920 roku Włosi w składzie: Aldo Nadi, Nedo Nadi, Abelardo Olivier, Giovanni Canova, Dino Urbani, Tullio Bozza, Andrea Marrazzi, Antonio Allocchio, Tommaso Costantino i Paolo Thaon di Revel zdobyli złoty medal w szpadzie drużynowej. W turnieju indywidualnym odpadł w pierwszej rundzie. Były to jego jedyne starty olimpijskie.
Był również politykiem - w latach 1929–1935 był burmistrzem Turynu, a w latach 1935–1942 piastował stanowisko Ministra Finansów w rządzie Benito Mussoliniego. Po II wojnie światowej stanął na czele komitetu olimpijskiego przygotowującego Zimowe Igrzyska Olimpijskie 1956 w Cortinie d’Ampezzo. W latach 1932–1964 był członkiem Międzynarodowego Komitetu Olimpijskiego, w tym w latach 1954-1960 był członkiem zarządu.
Walczył podczas I wojny światowej i II wojny światowej, osiągając stopień podpułkownika. Odznaczony Krzyżem Wojennym za Męstwo Wojskowe, Orderem Korony Włoch (trzykrotnie: 1930, 1932 i 1935), Orderem Kolonialnym Gwiazdy Włoch, Orderem Świętych Maurycego i Łazarza oraz Orderem Annuncjaty.